# Oxford (Michigan)
Oxford ist ein Village im Oakland County im US-Bundesstaat Michigan, Vereinigte Staaten. Die Ortschaft gehört der Oxford Charter Township an und liegt ebenfalls in der Metropolregion Detroit. Das U.S. Census Bureau hat bei der Volkszählung 2020 eine Einwohnerzahl von 3.492 ermittelt.

## Geschichte

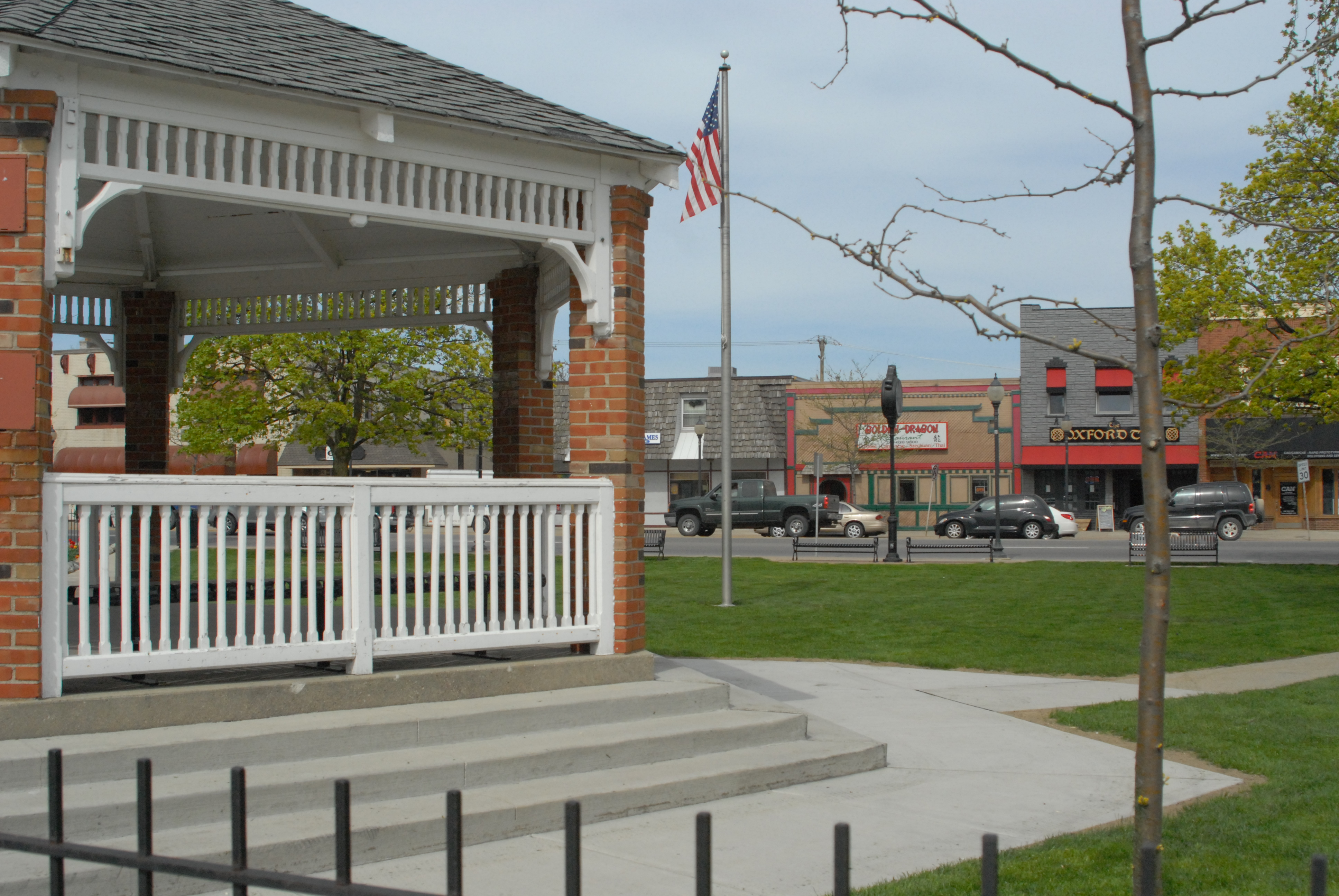
Der Centennial Park im Ortszentrum

Während des frühen 19. Jahrhunderts wurde der nordöstliche Teil von Oakland County kaum besiedelt, da die ersten veröffentlichten Vermessungsberichte ihn weitgehend als Sumpf- und Marschland darstellten. In den späten 1820er-Jahren kamen dennoch die ersten Siedler in die Gegend des heutigen Oxford und fanden einen überraschend fruchtbaren und gut nutzbaren Teil des Countys vor.
Zu den ersten namentlich bekannten Siedlern gehörte Elbridge G. Deming. Nach ihm wurde die am 2. Mai 1834 eingerichtete, erste offizielle Poststation zunächst Demingsburgh genannt. Am 15. Januar 1839 änderte der Ort seinen Namen auf Oxford. 1876 wurde der Ort zu einer selbständigen Gemeinde mit vollwertiger Verwaltung und erhielt gleichzeitig seinen ersten Marschal zur Aufrechterhaltung der öffentlichen Sicherheit. Seit 1898 existiert mit dem The Oxford Leader eine lokale Wochenzeitung.
Das Ortszentrum mit Geschäften, Restaurants und Kneipen ist heute auf einer Fläche von zwei Blocks konzentriert. Es umfasst auch den örtlichen Park, der im Laufe des Jahres häufig für gesellschaftliche, kulturelle und sportliche Veranstaltungen genutzt wird.

## Geografie
Nach den Angaben des United States Census Bureaus hat der Ort eine Gesamtfläche von 3,81 km², wovon 3,24 km² auf Land und 0,57 km² (= 14,96 %) auf Gewässer entfallen.

## Demografische Daten

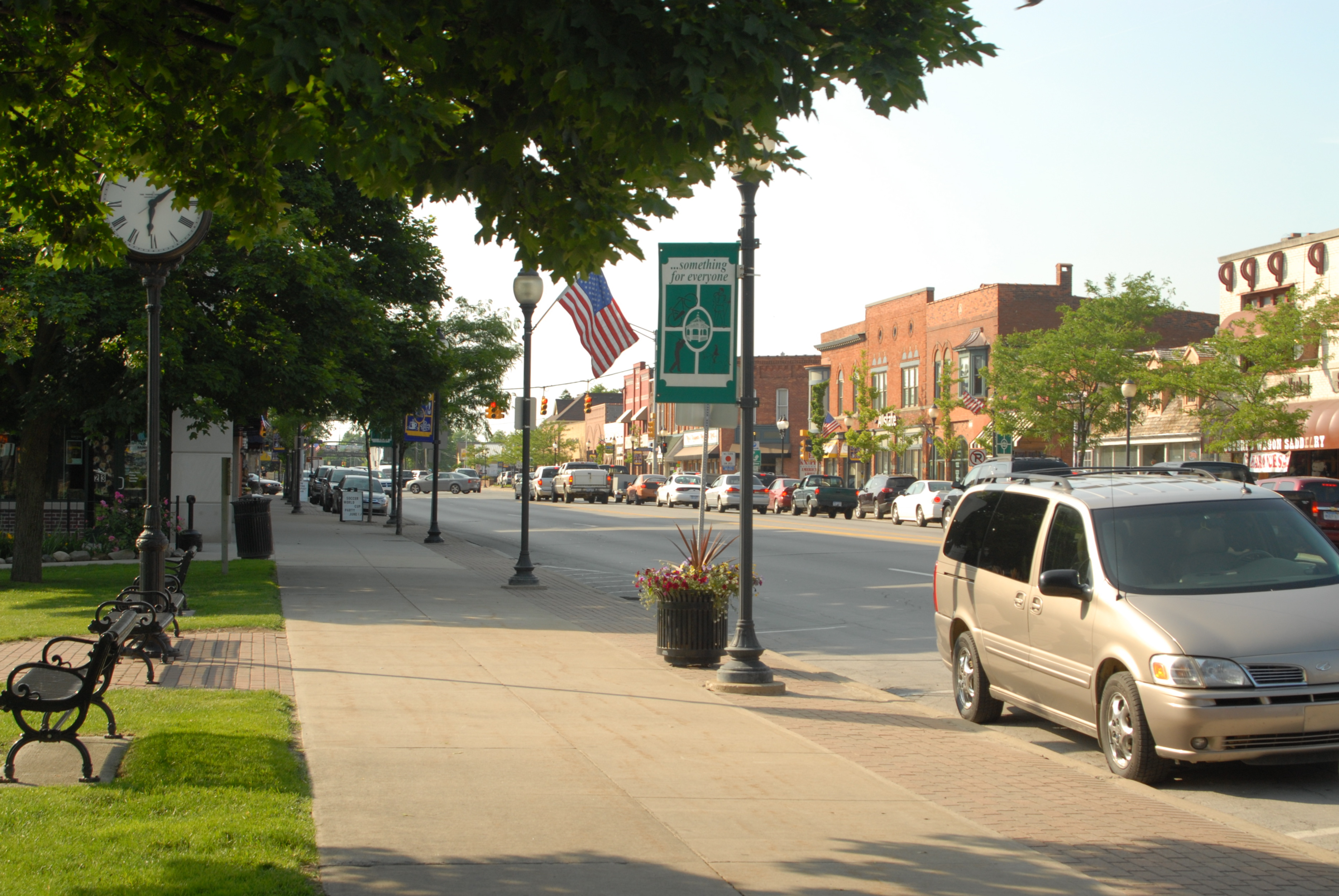
Washington Street an einem Sommertag

### Volkszählung 2010
Zum Zeitpunkt der Volkszählung 2010 bewohnten Oxford 3.436 Personen. Die Bevölkerungsdichte betrug 1061,3 Personen pro km². Es gab 1468 Wohneinheiten, durchschnittlich 453,4 pro km². Die Bevölkerung bestand zu 95,1 % aus Weißen, 1,9 % Schwarzen oder African American, 0,2 % Native American, 0,7 % Asian, 0,7 % gaben an, anderen Rassen anzugehören und 1,3 % nannten zwei oder mehr Rassen. 4,4 % der Bevölkerung erklärten, Hispanos oder Latinos zu sein.
Die Bewohner von Oxford verteilten sich auf 1335 Haushalte, von denen in 33,0 % Kinder unter 18 Jahren lebten. 51,5 % der Haushalte stellten Verheiratete, 10,6 % hatten einen weiblichen Haushaltsvorstand ohne Ehemann, 4,6 % hatten einen männlichen Haushaltsvorstand ohne Ehefrau und 33,4 % bildeten keine Familien. 29,1 % der Haushalte bestanden aus Einzelpersonen und in 6,6 % aller Haushalte lebte jemand im Alter von 65 Jahren oder mehr alleine. Die durchschnittliche Haushaltsgröße betrug 2,49 und die durchschnittliche Familiengröße 3,09 Personen.
Die Bevölkerung verteilte sich auf 25 % Minderjährige, 8,4 % 18–24-Jährige, 27,5 % 25–44-Jährige, 28,9 % 45–64-Jährige und 10,2 % im Alter von 65 Jahren oder mehr. Das Durchschnittsalter betrug 38,5 Jahre. Der Anteil der Männer betrug 49,3 %, der Anteil der Frauen 50,7 %.

### Volkszählung 2000
Zum Zeitpunkt der Volkszählung 2000 bewohnten Oxford 3.540 Personen. Die Bevölkerungsdichte betrug 1111,2 Personen pro km². Es gab 1476 Wohneinheiten, durchschnittlich 463,3 pro km². Die Bevölkerung bestand zu 97,23 % aus Weißen, 0,59 % Schwarzen oder African American, 0,28 % Native American, 0,51 % Asian, 0,31 % gaben an, anderen Rassen anzugehören und 1,05 % nannten zwei oder mehr Rassen. 2,66 % der Bevölkerung erklärten, Hispanos oder Latinos jeglicher Rasse zu sein.
Die Bewohner von Oxford verteilten sich auf 1402 Haushalte, von denen in 35,6 % Kinder unter 18 Jahren lebten. 53,4 % der Haushalte stellten Verheiratete, 9,4 % hatten einen weiblichen Haushaltsvorstand ohne Ehemann und 34,5 % bildeten keine Familien. 29,6 % der Haushalte bestanden aus Einzelpersonen und in 7,2 % aller Haushalte lebte jemand im Alter von 65 Jahren oder mehr alleine. Die durchschnittliche Haushaltsgröße betrug 2,51 und die durchschnittliche Familiengröße 3,15 Personen.
Die Bevölkerung verteilte sich auf 28,2 % Minderjährige, 8,1 % 18–24-Jährige, 34,4 % 25–44-Jährige, 21,2 % 45–64-Jährige und 8,2 % im Alter von 65 Jahren oder mehr. Das Durchschnittsalter betrug 34 Jahre. Auf jeweils 100 Frauen entfielen 96,6 Männer. Bei den über 18-Jährigen entfielen auf 100 Frauen 93,7 Männer.
Das mittlere Haushaltseinkommen in Beverly Hills betrug 53.885 US-Dollar und das mittlere Familieneinkommen erreichte die Höhe von 72.875 US-Dollar. Das Durchschnittseinkommen der Männer betrug 50.179 US-Dollar, gegenüber 29.938 US-Dollar bei den Frauen. Das Pro-Kopf-Einkommen belief sich auf 24.811 US-Dollar. 5,3 % der Bevölkerung und 3,0 % der Familien hatten ein Einkommen unterhalb der Armutsgrenze, davon waren 6,1 % der Minderjährigen und 10,5 % der Altersgruppe 65 Jahre und mehr betroffen.

## Schulen

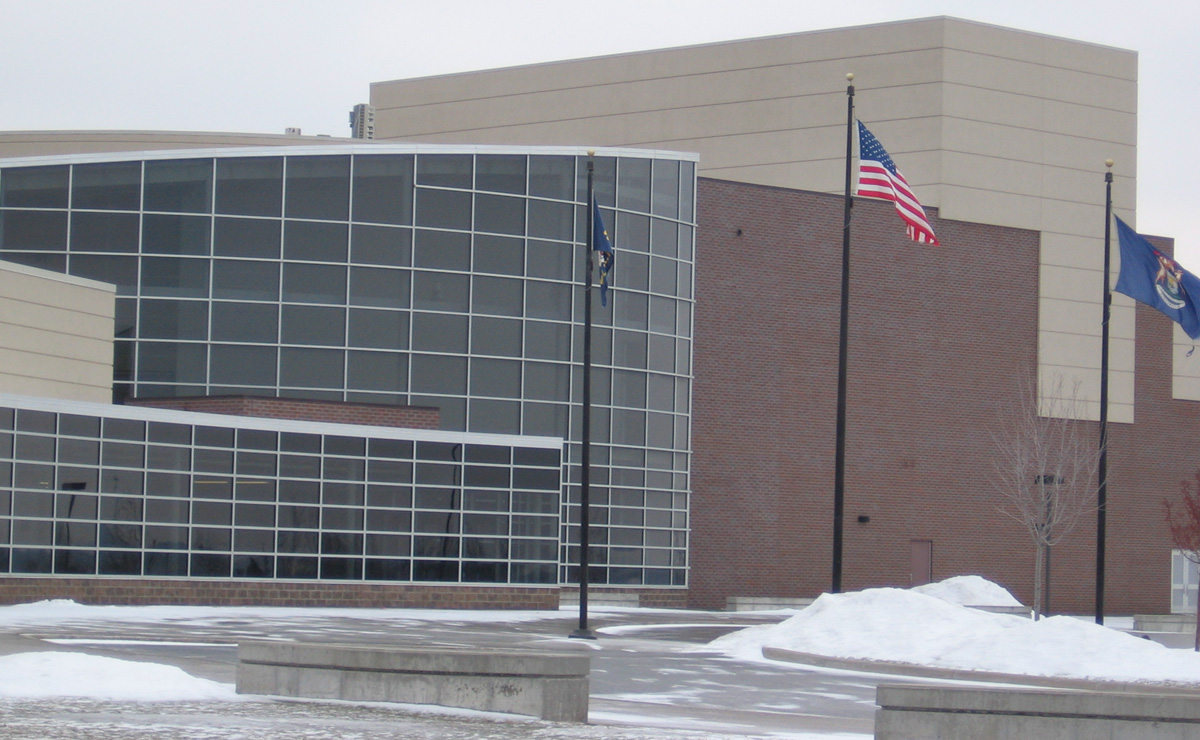
Eingangsbereich der Oxford High School

Oxford ist der Verwaltungssitz des Schulbezirks der Oxford Community Schools. Diese Bezirk umfasst insgesamt acht reguläre Schulen verschiedener Stufen:
- Zwei Highschools (Oxford High School und Crossing Bridges Alternative High School)
- Eine Middle school (Oxford Middle School)
- Fünf Grundschulen (Clear Lake, Daniel Axford, Lakeville, Leonard, und Oxford Elementary).

Das Schulsystem wird durch spezialisierte Schulen wie eine internationale Highschool, eine Kunstschule und Vorbereitungschulen ergänzt.

## Persönlichkeiten
- Albert J. Campbell, Politiker, lebte und arbeitete zeitweise in Oxford.
- Nathan Gerbe, Eishockeyspieler, geboren in Oxford. Spielt seit Juli 2013 in der National Hockey League.
- Ralph Gilles, Automobildesigner und -ingenieur, Mitglied im Management der Chrysler Group.[4][5]
- Josh Norris, Eishockeyspieler, geboren in Oxford.
- Zach Line, Footballspieler, geboren in Oxford.
- Dave Rayner, Footballspieler.[6]

## Weitere Fotos

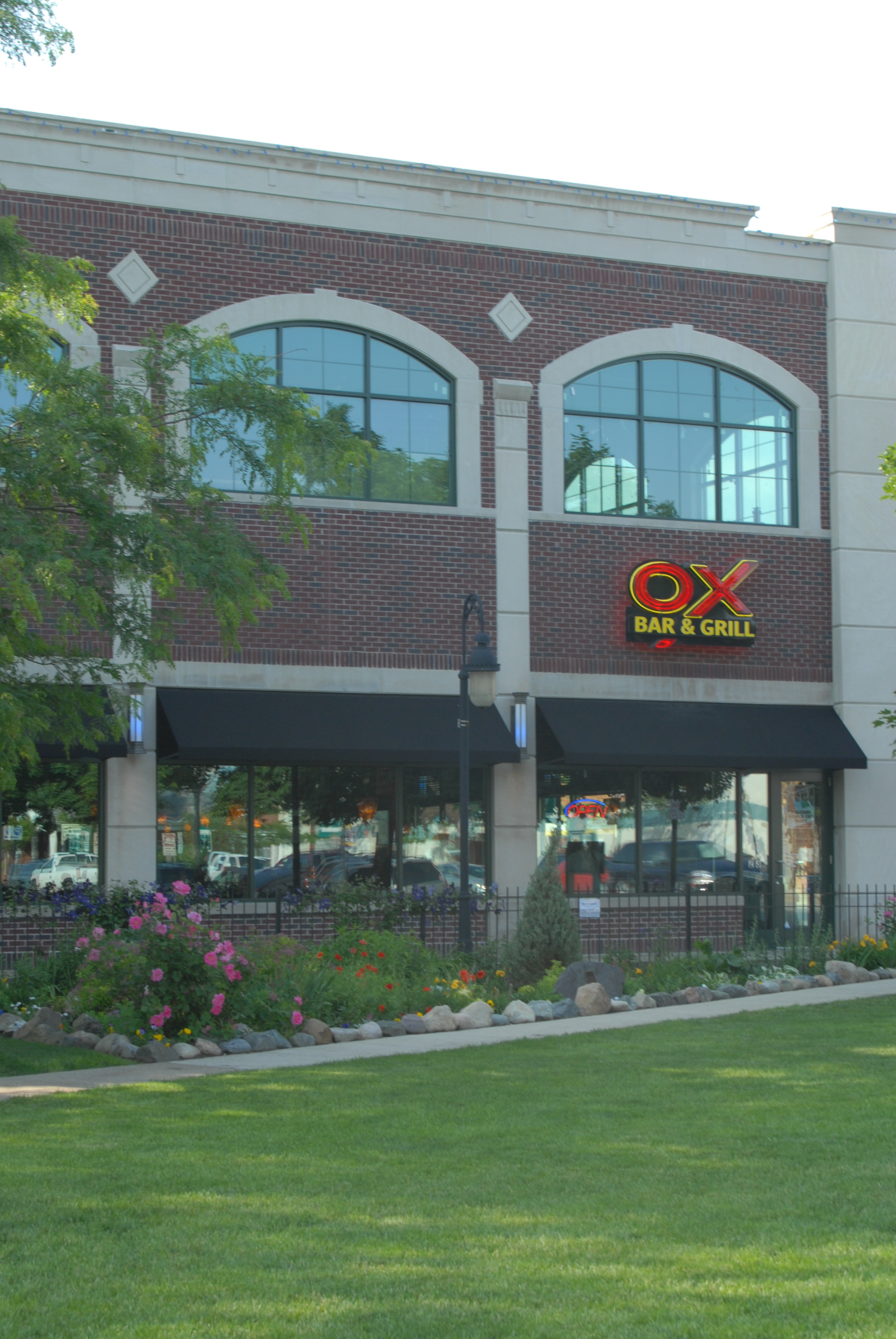
Restaurant und Bar The Ox im Ortszentrum
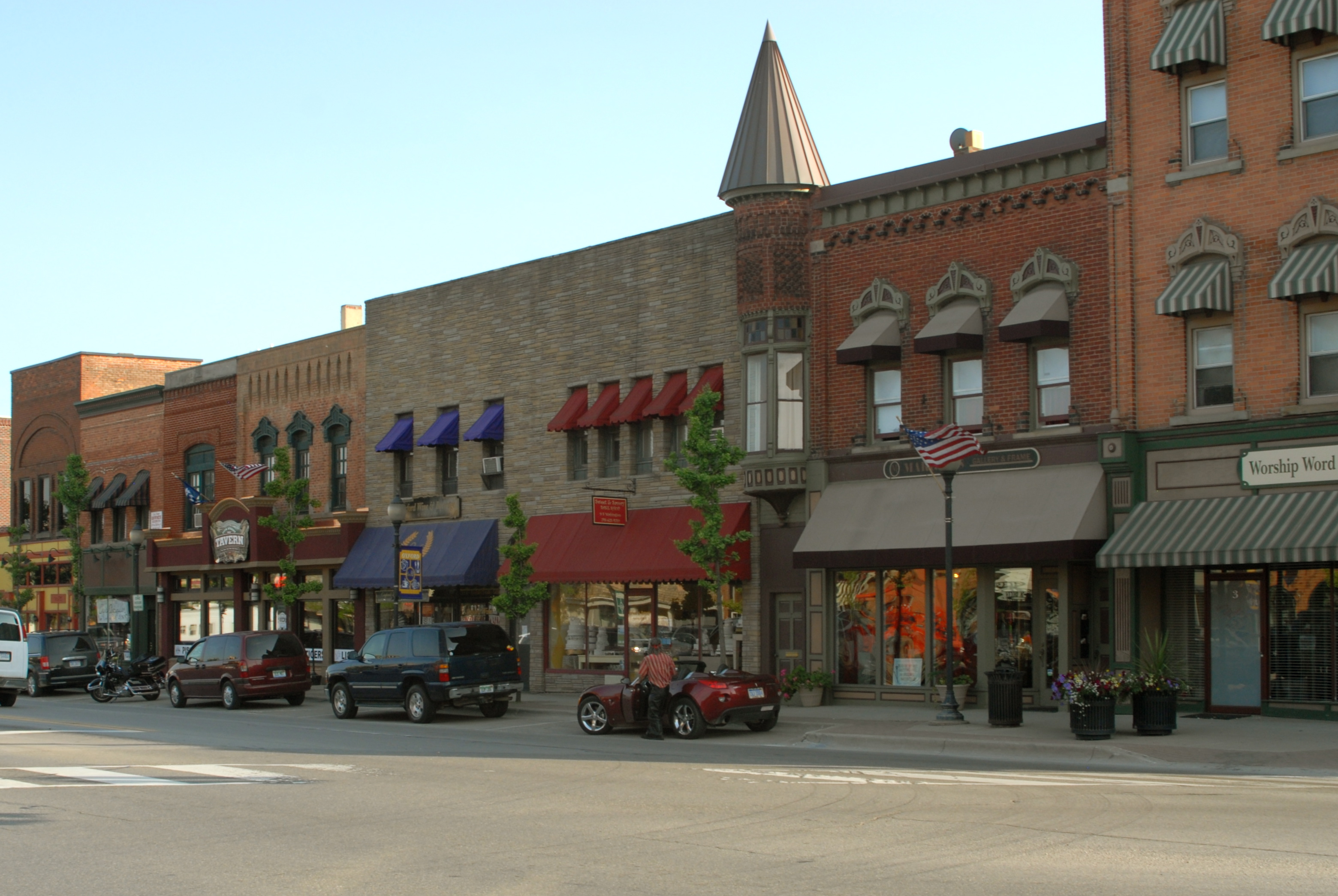
Historische Gebäude in der Washington Street